# ديفيد ليرد
ديفيد ليرد هو صحفي وسياسي كندي، ولد في 12 مارس 1833 في New Glasgow, Prince Edward Island ‏ في كندا، وتوفي في 12 يناير 1914 في أوتاوا في كندا. نشط حزبياً في الحزب الليبرالي الكندي. وقد انتخب عضو مجلس العموم الكندي.